# آلي وونغ
آلي وونغ (بالإنجليزية: Ali Wong)‏ هي كاتبة سيناريو وممثلة أمريكية، ولدت في 19 أبريل 1982 في سان فرانسيسكو في الولايات المتحدة.

## وصلات خارجية
- الموقع الرسمي
- آلي وونغ على موقع IMDb (الإنجليزية)
- آلي وونغ على موقع ألو سيني (الفرنسية)
- آلي وونغ على موقع ميوزك برينز (الإنجليزية)
- آلي وونغ على موقع أول موفي (الإنجليزية)
- آلي وونغ على موقع قاعدة بيانات الفيلم (الإنجليزية)
- آلي وونغ على موقع كينوبويسك (الروسية)